# Holminaria sibirica
Holminaria sibirica là một loài nhện trong họ Linyphiidae.
Loài này thuộc chi Holminaria. Holminaria sibirica được Kirill Yuryevich Eskov miêu tả năm 1991.